# Mănăstirea Nicula
Mănăstirea Nicula este o mănăstire ortodoxă (fostă greco-catolică, neretrocedată) ce se regăsește în satul Nicula, județul Cluj în apropierea orașului Gherla. Conform tradiției, viața monahală ar fi apărut aici ca urmare a viețuirii în zonă, în secolul al XIV-lea, a unui călugăr pustnic, Nicolae, al cărui nume este purtat azi de satul apropiat. Se presupune că pe la 1552 ar fi existat în zonă un schit ortodox în cadrul Mitropoliei Ardealului. Odată cu Unirea Mitropoliei Ardealului cu Biserica Romei, din anul 1698 (oficializată în anul 1700), aici se ridică, ulterior, o biserică de lemn (azi, dispărută), ca mănăstire greco-catolică, până în 1948. 
Mănăstirea de la Nicula este un important centru de pelerinaj creștin din Ardealul de Nord, atât greco-catolic, cât și ortodox. Biserica de lemn a mănăstirii (azi, dispărută în urma unui incendiu din anul 1973), ulterior cea de zid (construită pe vremea episcopului unit de Gherla, Mihail Pavel), a adăpostit de-a lungul timpului Icoana Maicii Domnului de la Nicula pictată în anul 1681 de preotul de origine ruteană Luca din Iclod. În anul 2020 Mănăstirea Nicula a fost înscrisă pe Via Mariae, ruta de pelerinaj care leagă Bazilica Mariazell din Austria de Mănăstirea Șumuleu Ciuc, cu o lungime de 1.400 de km.

## Lăcrimarea icoanei de la Nicula
Conform unui proces-verbal întocmit de ofițeri austrieci, icoana ar fi lăcrimat între 15 februarie și 12 martie 1699 în vechea biserică a satului Nicula. În anul 1713 guvernatorul Transilvaniei Sigismund Kornis a dus icoana la reședința nobiliară de la Castelul Kornis, din satul Benediugu Dejului, de unde a ajuns, ulterior, la Cluj. După un timp, icoana se întoarce la Nicula, în bisericuța nouă de lemn construită pe dealul împădurit din partea de miazăzi a satului, pentru a adăposti odorul bisericesc. Potrivit datelor existente icoana ar fi fost dăruită sătenilor de la Nicula de către nobilul român Ioan Cupșa (de confesiune catolică). Astăzi, bisericuța de lemn (originală) nu mai există, fiind mistuită cu tot ce era în ea de focul unui incendiu izbucnit la începutul anilor 1970, mănăstirea fiind din 1948 trecută sub administrarea călugărilor ortodocși o dată cu interzicerea Bisericii Greco-Catolice. În locul vechii mănăstiri de lemn arse a fost adusă, în anii următori, o biserică de lemn din satul Țop-Pădureni, județul Cluj, adusă la rândul ei din satul sălăjean Gostila.

## Istoric și importanță artistică
Papa Clement al XIII-lea a acordat în anul 1767 indulgență plenară pelerinilor  care veneau în pelerinaj la mănăstirea din satul Nicula în marile sărbători închinate Preasfintei Fecioare Maria, de 15 august (Adormirea Maicii Domnului - Sfântă Mărie Mare) și de 8 septembrie (Nașterea Maicii Domnului - Sfântă Mărie Mică).
Biserica din piatră a mănăstirii a fost edificată, lângă bisericuța de lemn construită mai înainte acolo, între anii 1875 și 1879 pe cheltuiala Episcopiei de Gherla, mai precis sub păstorirea episcopului Mihail Pavel. În anul 1928, papa Pius al XI-lea a acordat acestui lăcaș monahal greco-catolic statutul de Sanctuar marian.
Prin intermediul școlii de meșteri iconari de la mănăstirea Nicula a pătruns în Transilvania tehnica picturii pe sticlă a icoanelor, acest obicei avându-și originea în Boemia, Austria și Bavaria, zone în care tradiția manufacturilor de sticlărie s-a împletit cu religiozitatea populară catolică. Între artiștii mai cunoscuți care au activat la Nicula se numără Emil Weiß, Moritz Hachmann și Karl Müller.

## Disputa asupra autenticității icoanei
În anul 1936 episcopul Iuliu Hossu al Episcopiei de Cluj-Gherla a încredințat icoana și așezământul monahal spre îngrijire călugărilor din Ordinul Sfântul Vasile cel Mare (bazilieni) care au reușit să închege aici o veritabilă viață de obște călugărească. Aceștia au încadrat-o în iconostasul sculptat din lemn de tei al bisericii de zid a mănăstirii. Oficiosul Episcopiei Ortodoxe a Vadului, Feleacului și Clujului, săptămânalul Renașterea, nega în anul 1938 faptul că la Nicula, în mănăstirea "uniaților" (expresia peiorativă la adresa greco-catolicilor), s-ar afla adevărata icoană a Maicii Domnului care a lăcrimat în 1699. Concluzia articolului intitulat "Baza pelerinajului de la Nicula" era aceea că "cercetările istorice dovedesc că la Nicula e numai o pseudo-icoană", iar originalul s-ar afla la Biserica Piariștilor din Cluj.
Vasile Chezan, tatăl unuia din călugării bazilieni arestați în 1948 (anul interzicerii Bisericii greco-catolice din România) a salvat icoana primită de la episcopul de Cluj-Gherla,  Dr. Iuliu Hossu, pe care a zidit-o într-unul din pereții casei sale, adăpostindu-o de prigoana ateistă a anilor care au urmat odată cu ocupația sovietică. În 1964, aflat în pragul morții, acesta a refuzat să-și părăsească domiciliul. Bolnav fiind, simțind aproape trecerea spre viața veșnică, bătrânul a dorit a să-și împlinească datoria de creștin, spovedindu-se și cuminecându-se unui preot. Nu întâmplător, a fost adus un preot în persoana starețului ortodox Serafim Măciucă de la vechea mănăstire a Niculii, preluată de Biserica Ortodoxă Română, care preocupat mai degrabă de găsirea icoanei, a observat cum bătrânul muribund își îndrepta privirea insistent spre peretele unde era ascunsă faimoasa icoană, într-un ultim gest de rugăciune. Aflat în casă atunci și urmărind acest fapt neobișnuit, l-a făcut pe respectivul călugăr ortodox să cerceteze ulterior zidul casei și să descopere acolo, cu uimire, ascunsă într-o nișă din interior, celebra icoană făcătoare de minuni a Maicii Domnului, precum și o ladă cu obiecte de cult de la mănăstire. Icoana a fost adusă imediat la mănăstire și după câteva zile a fost confiscată de autoritățile comuniste, mai precis de Securitate. Ulterior, la rugămintea insistentă a Arhiepiscopului ortodox de atunci al Clujului,Teofil Herineanu, (fost preot greco-catolic trecut la ortodocși), icoana a fost adusă în capela Palatului Arhiepiscopiei Ortodoxe a Clujului. În anul 1991 după o așa-zisă restaurare, de fapt o repictare în stil personal a "specialistului" de la Muzeul Național de Istorie a Transilvaniei din Cluj, care a schimbat radical vechea imagine iconografică, icoana a fost dusă, în final, din nou, la mănăstirea Nicula. 

## Disputa asupra dreptului de proprietate al mănăstirii
În 1948 mănăstirea greco-catolică a fost închisă de către autoritățle comuniste. Călugării bazilieni au fost arestați în octombrie 1948, odată cu scoaterea Bisericii Române Unite cu Roma în afara legii. Ieromonahul Leon Manu, starețul mănăstirii, a fost întemnițat de comuniști și a murit în închisoarea Gherla.
În 18 decembrie 1948 noua orânduire comunistă a instalat la Mănăstirea de la Nicula un stareț ortodox, în persoana ieromonahului Varahiil Jitaru, născut în anul 1913 în localitatea Pângărați, județul Neamț. 

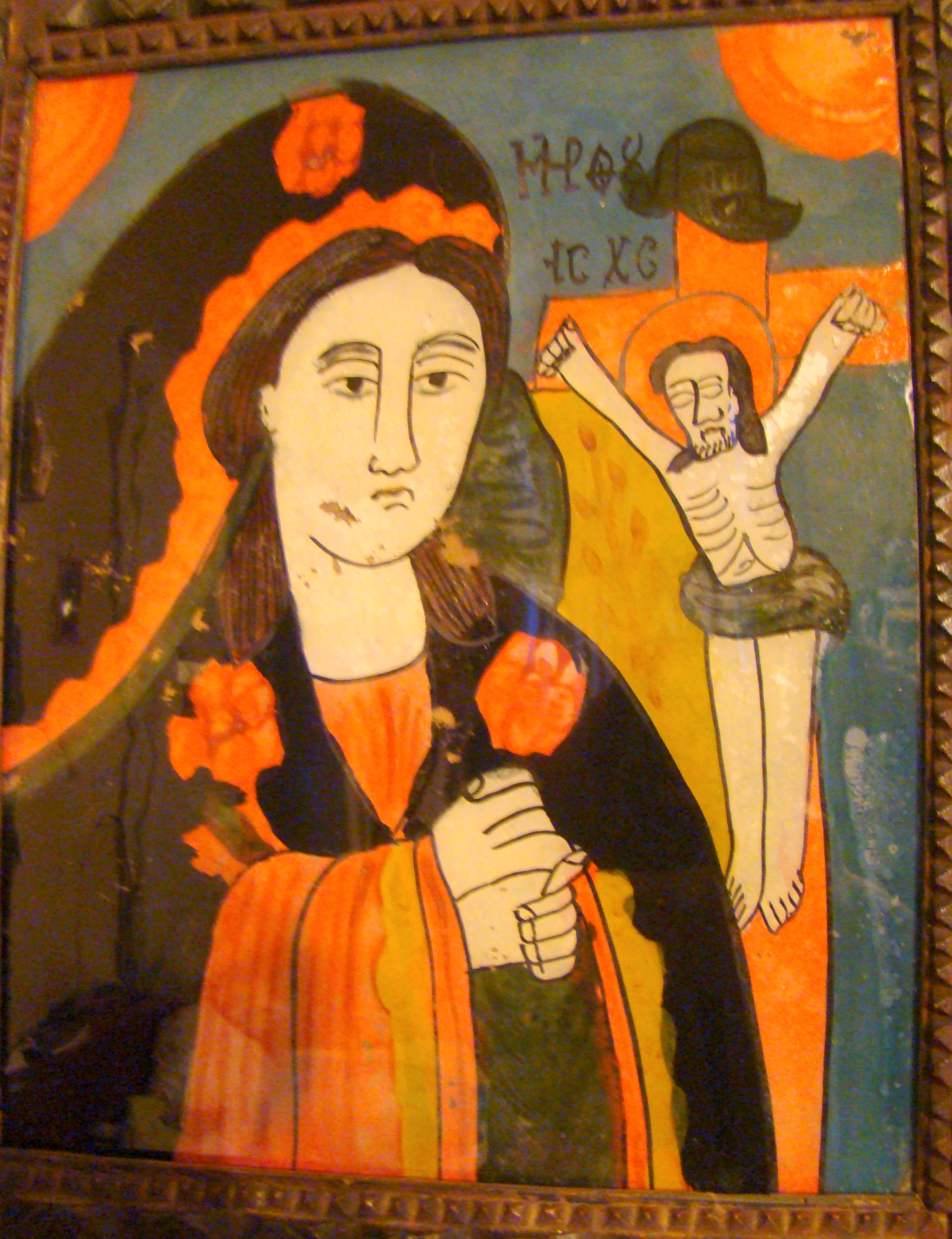
Icoana „Maica Domnului jalnică” (reprezintă portretul Maicii îndurerate cu simbolul durerii – Iisus crucificat – lângă chipul ei); a fost pictată în cea de-a treia fază a Școlii de la Nicula, cândva între anii 1860 și 1900.

După 1989, când a fost relegalizată Biserica greco-catolică, ca urmare a refuzului călugărilor ortodocși de a restitui mănăstirea, Episcopia de Cluj-Gherla, prin persoana arhiepiscopului George Guțiu, a inițiat un proces în justiție pentru recuperarea lăcașului de cult. Pe motiv că instanțele din Transilvania ar putea ține partea greco-catolicilor, cauza a fost strămutată la Tribunalul Bacău. Sub conducerea episcopului greco-catolic de Cluj-Gherla, Florentin Crihălmeanu, se pare că procesul de retrocedare a fost abandonat.

## Imagini

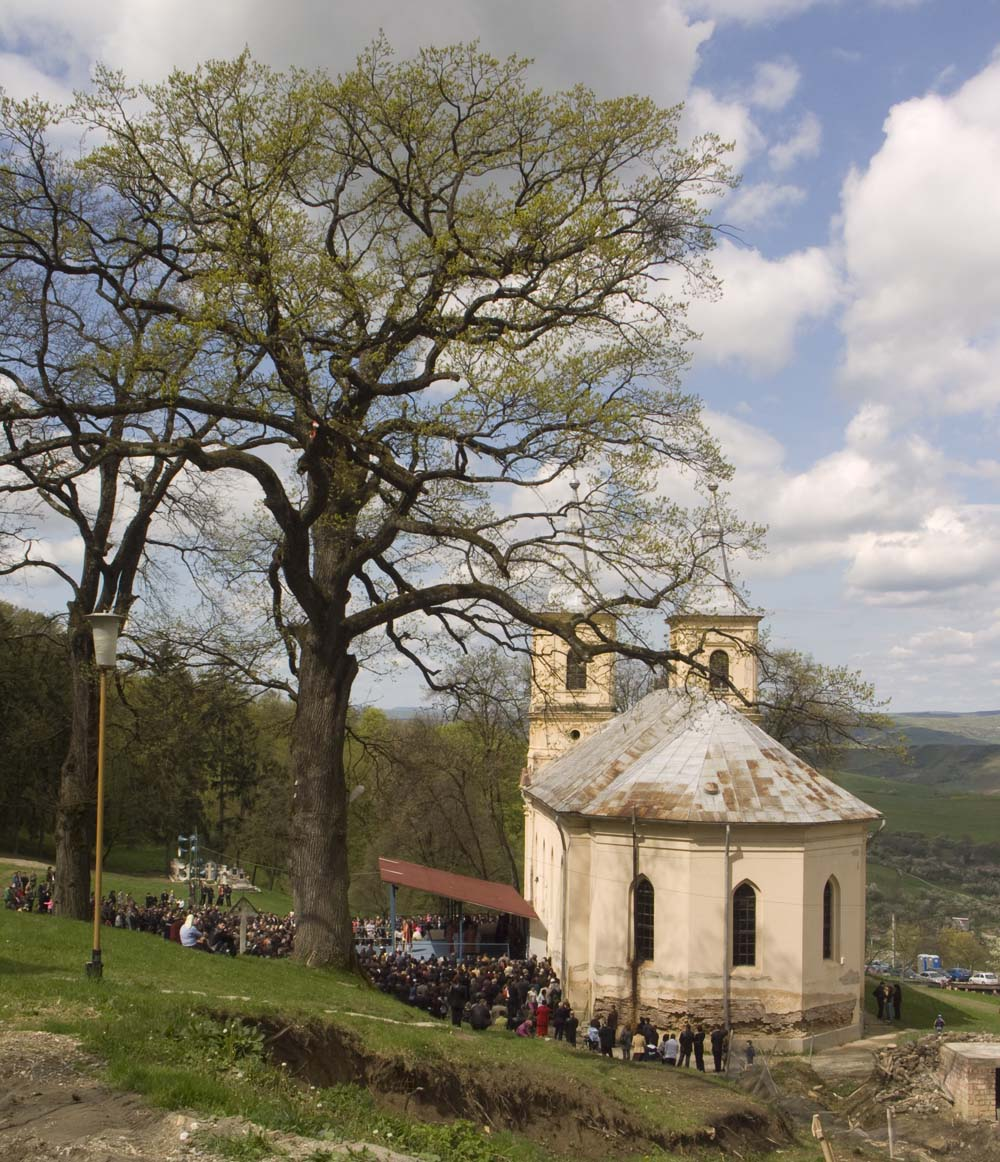
Vechea biserică de zid, monument de arhitectură religioasă, 2008
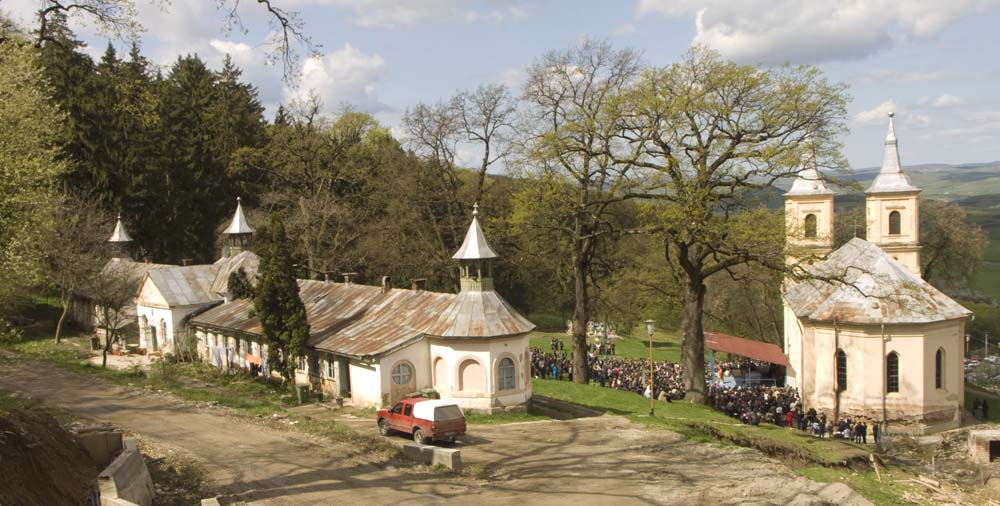
Vechiul ansamblu mănăstiresc, 2008
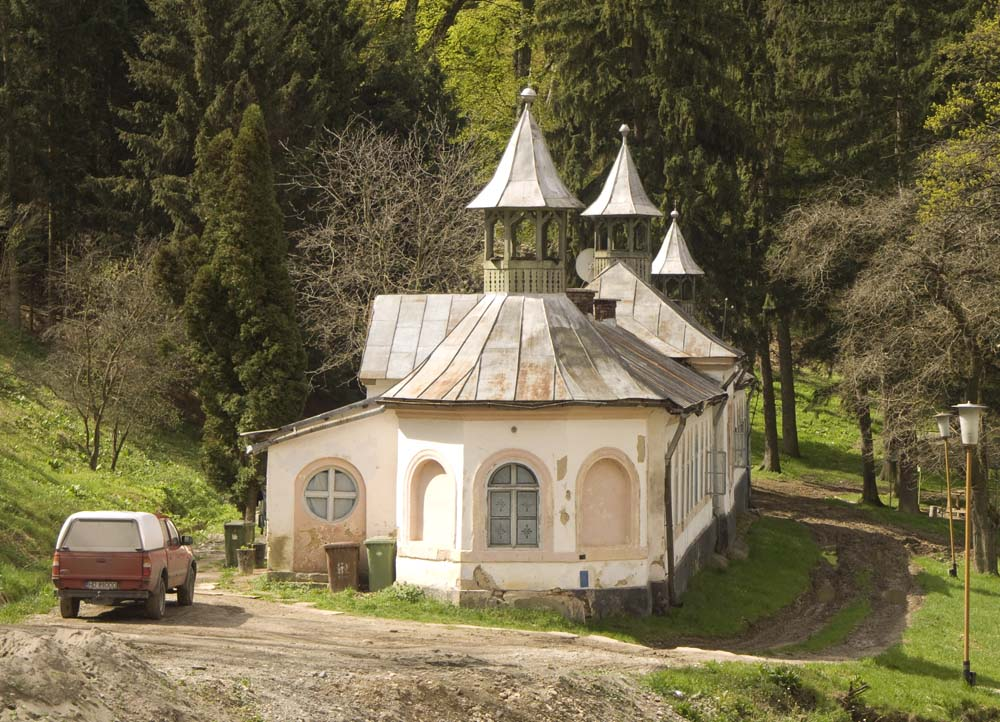
Vechile chilii, o bijuterie arhitecturală, 2008
O latrină lipită de zidul vechilor chilii baziliene, 2008
Noua stăreție, 2008
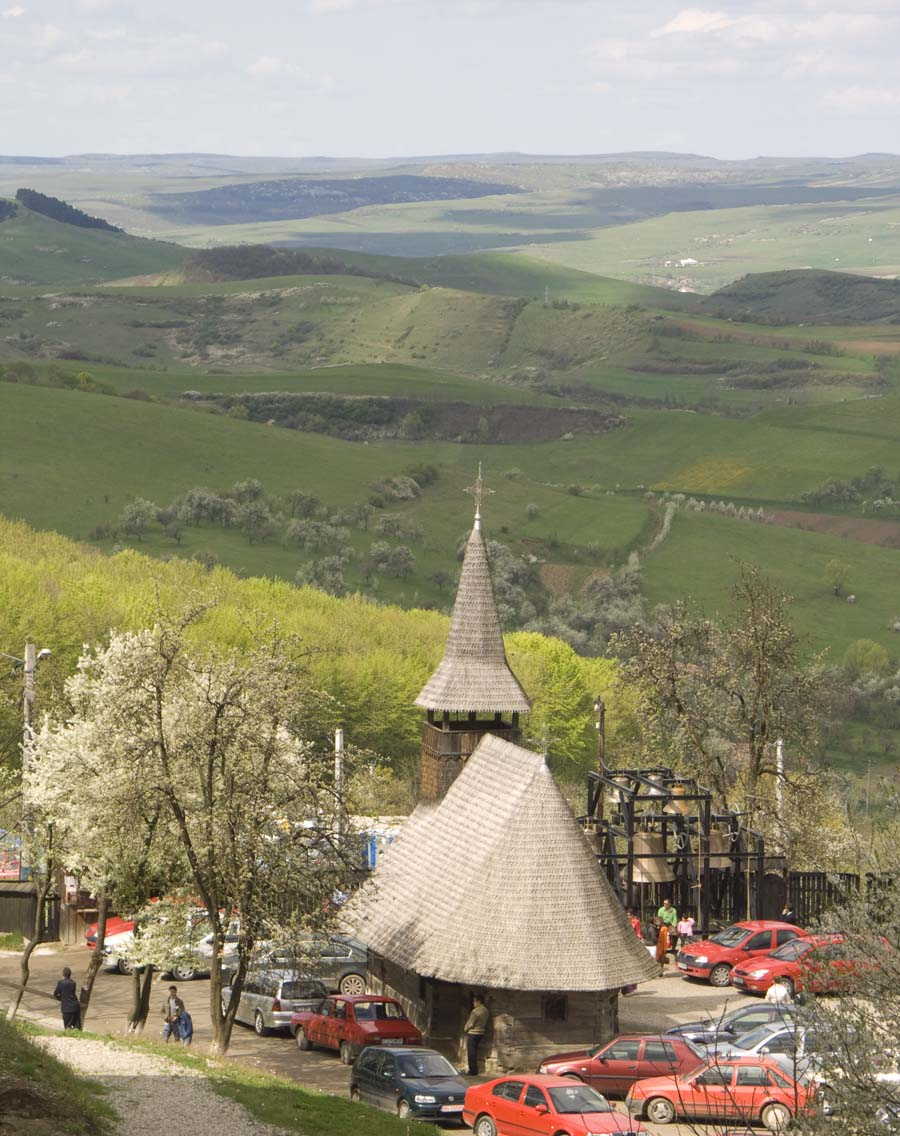
Biserică de lemn, 2008
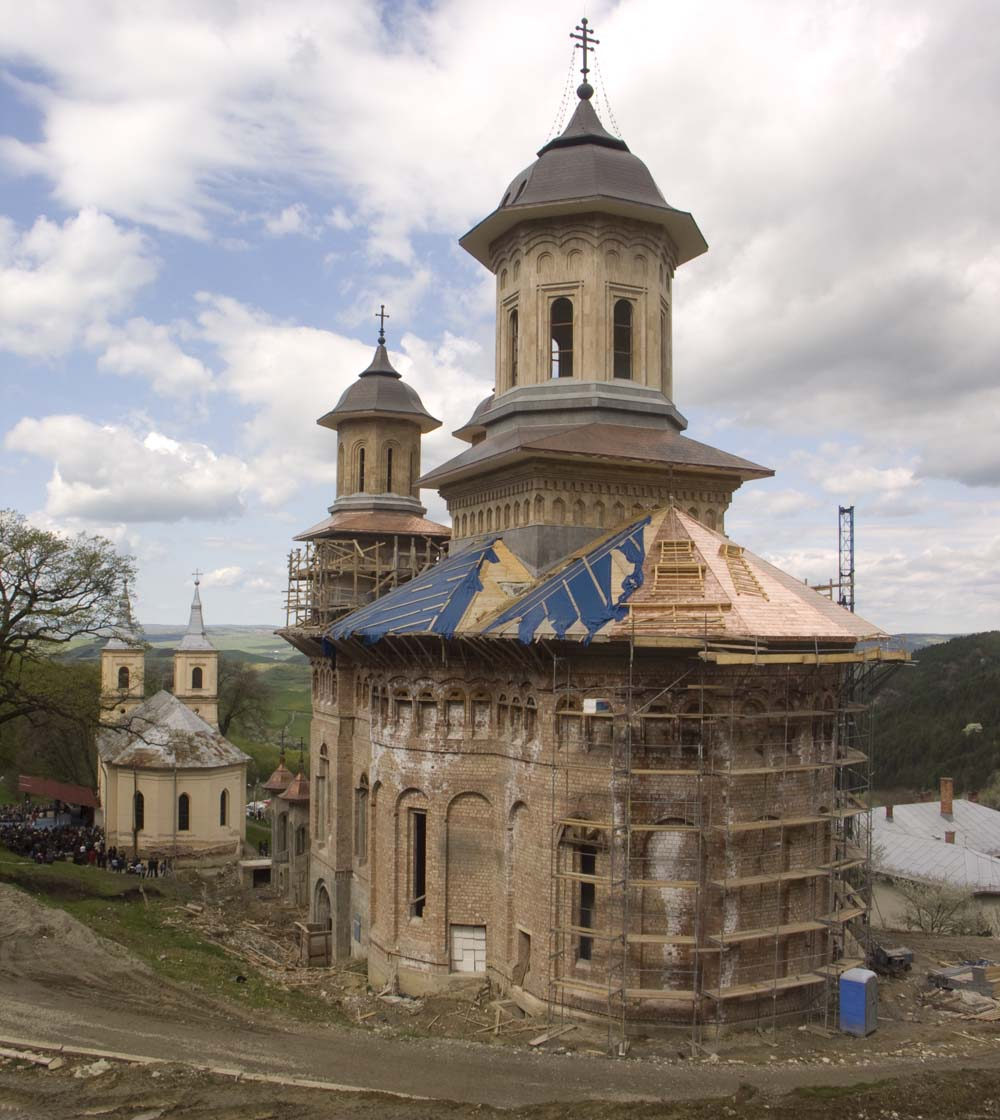
Noua biserică de la Mănăstirea Nicula, 2008
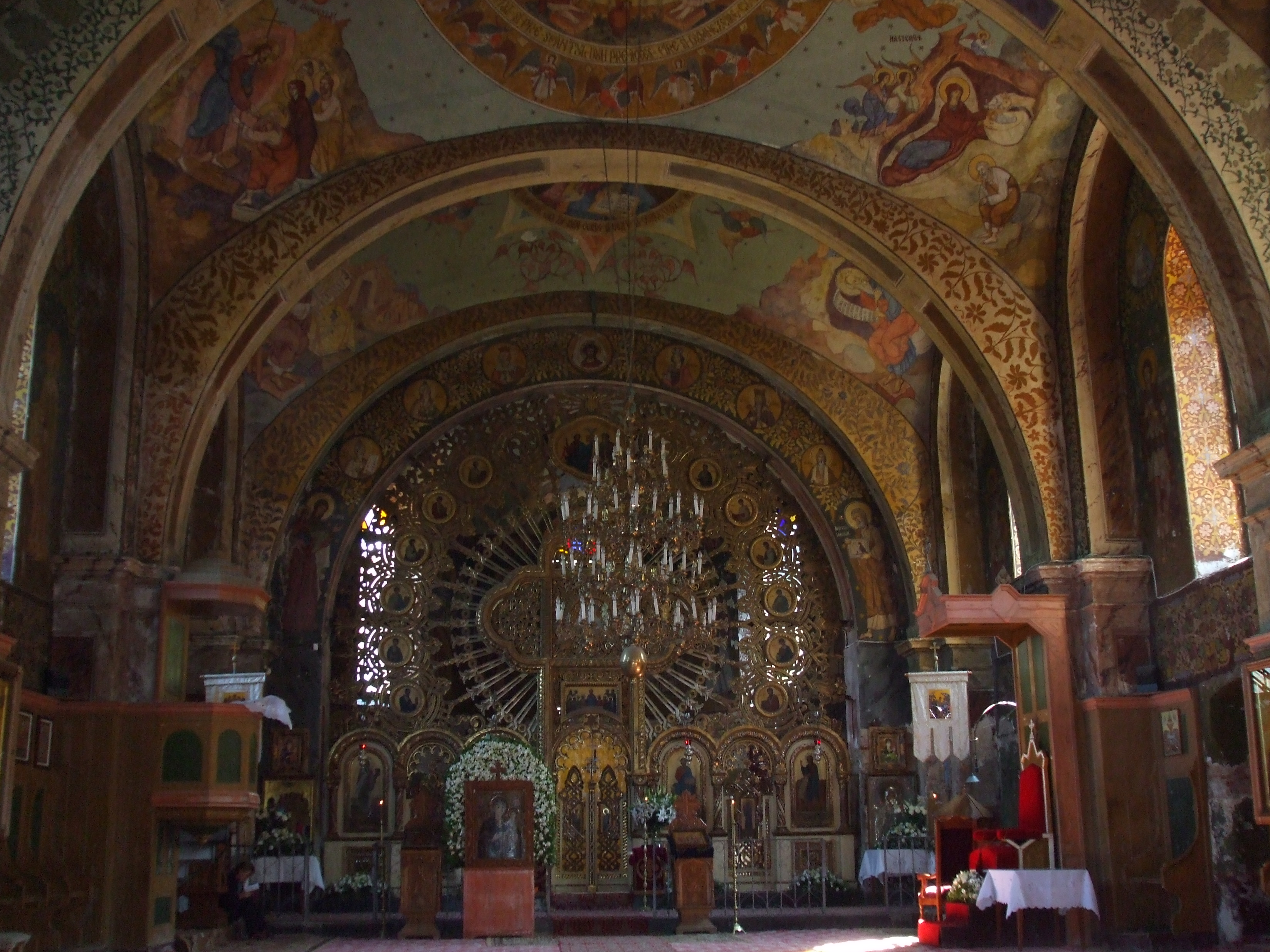
Vechea biserică de zid, monument de arhitectură religioasă - interior
Nicula, clopotele mǎnǎstirii
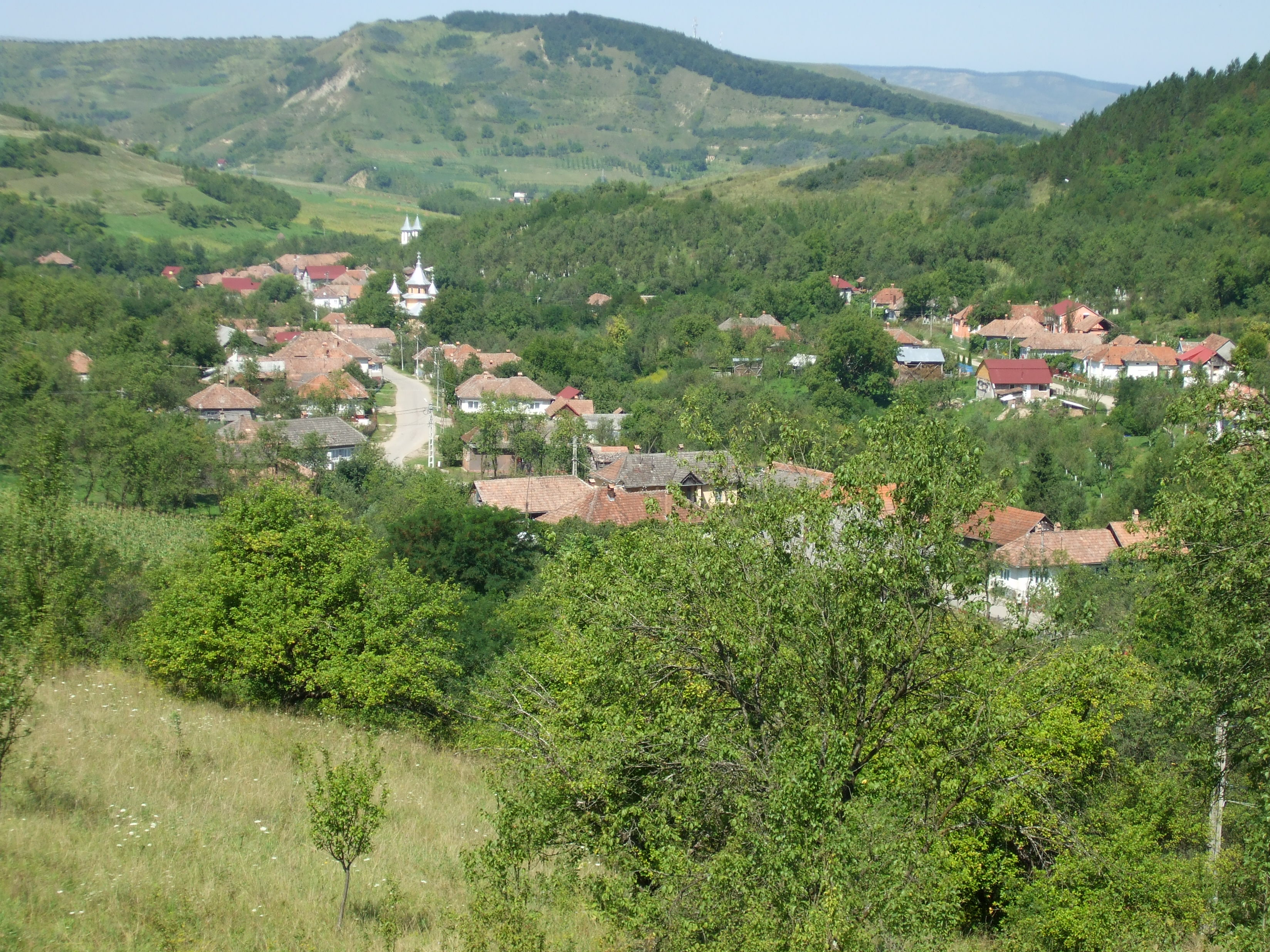
Nicula (august 2009)
Mǎnǎstirea Nicula, biserica nouǎ - august 2009
Vechea biserica a Mǎnǎstirii Nicula - august 2009
Micul cimitir de la Mǎnǎstirea Nicula
Mǎnǎstirea Nicula - vechile chilii bazilice
Biserica veche și biserica nouǎ din incinta mǎnǎstirii Nicula
Biserica nouă de la mǎnǎstire - în fazǎ avansatǎ de construcție
Bierica de lemn din incinta mănăstirii Nicula
Mǎnǎstirea Nicula - construcții noi
Aleea de la intrarea în Mǎnǎstirea Nicula
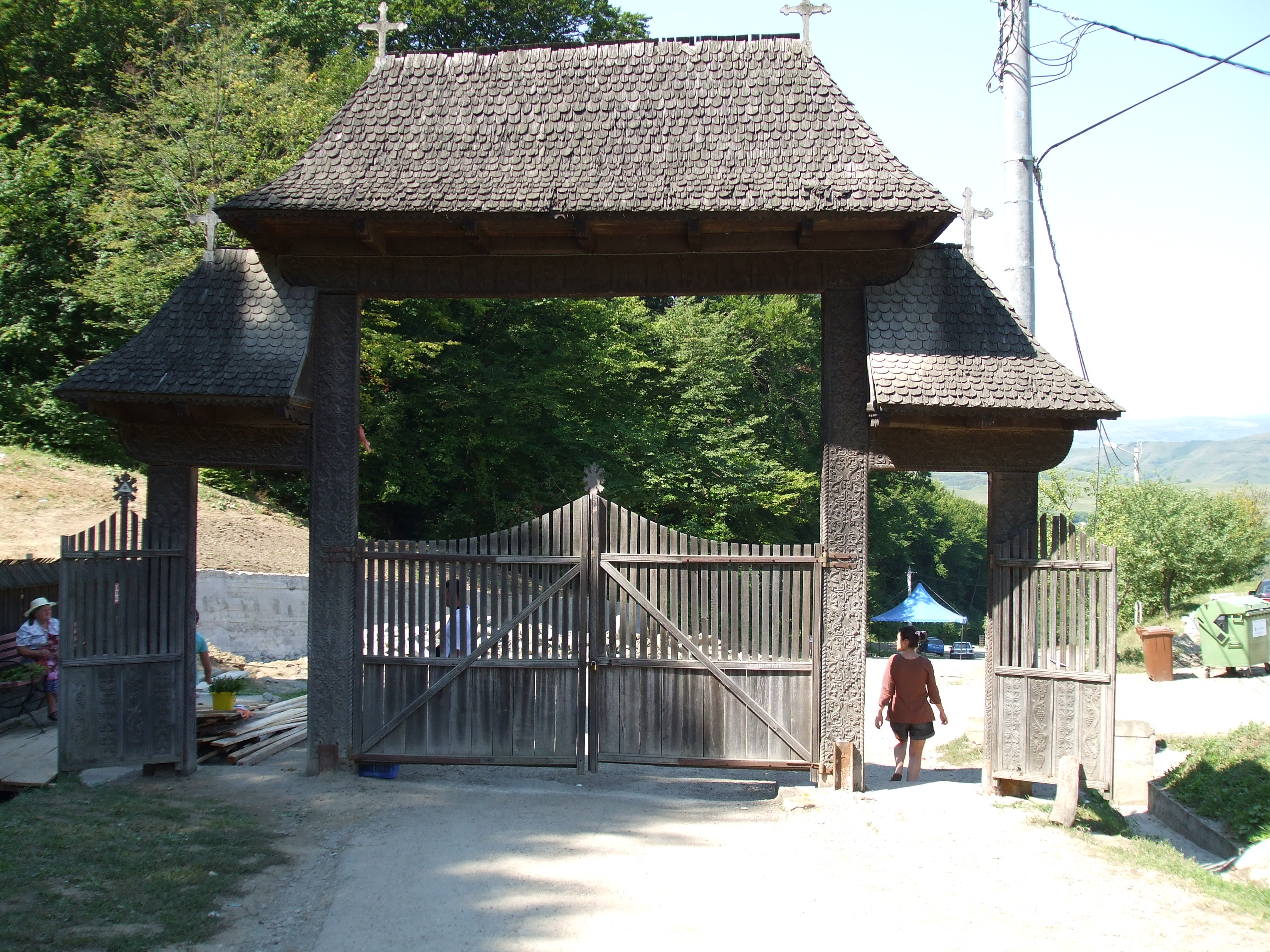
Mǎnǎstirea Nicula - Poarta de la intrare
Mǎnǎstirea Nicula - august 2009
Mǎnǎstirea Nicula - Vedere de ansamblu
Mǎnǎstirea Nicula - Cele două biserici aliniate